# Поле анизотропии
Поле анизотропии — понятие, широко используемое для характеристики величины магнитной анизотропии.

## Определение
Поле анизотропии можно вводить различными способами. Для одноосной анизотропии первого порядка (учитывается зависимость только от квадратов компонент вектора намагниченности) его напряженность можно определить в системе СГС как
{\displaystyle H_{a}={\frac {K}{M_{s}}},}
где {\displaystyle K} — коэффициент одноосной анизотропии, {\displaystyle M_{s}} — намагниченность насыщения. Тут предполагается, что плотность энергии анизотропии выражена через сам вектор намагниченности, а не единичный вектор, коллинеарный ему. Другой вариант определения предполагает отношение изменения свободной энергии F при развороте намагниченности на 90:
{\displaystyle H_{a}={\frac {F(\theta =\pi /2)-F(\theta =0)}{M_{s}V}},}
где {\displaystyle \theta } — угол поворота намагниченности, {\displaystyle V} — объем.
В зависимости от выбранного вида записи энергии магнитной анизотропии в определении может использоваться числовой множитель (например, {\displaystyle {\frac {1}{2}}}), чтобы поле анизотропии равнялось полю насыщения однодоменной частицы.

## Величина
Типичные величины поля анизотропии для большинства одноосных ферромагнетиков лежат в интервале 103—104 Э.